# اوسوالدو آلانیس
اوسوالدو آلانیس (انگلیسی: Oswaldo Alanís؛ زادهٔ ۱۸ مارس ۱۹۸۹) بازیکن فوتبال اهل مکزیک است.
از باشگاه‌هایی که در آن بازی کرده‌است می‌توان به باشگاه فوتبال گوادالاخارا، باشگاه فوتبال رئال اویدو، و باشگاه فوتبال سانتوس لاگونا اشاره کرد.
وی همچنین در تیم‌های ملی فوتبال زیر ۲۳ سال مکزیک، و مکزیک بازی کرده‌است.